# Ievguenia Dobrovolskaïa
Pour les articles homonymes, voir Dobrovolskaïa.
Ievguenia Vladimirovna Dobrovolskaïa, en russe : Евгения Владимировна Добровольская, née le 26 décembre 1964 à Moscou (RSFS de Russie, URSS) et morte le 10 janvier 2025 dans la même ville, est une comédienne de théâtre et actrice de cinéma soviétique puis russe.

## Biographie
Née en 1964 à Moscou, Ievguenia Dobrovoskaïa est la fille de Vladimir Dobrovolski et de Galina Dobrovolskaïa. Elle est diplômée du l'académie russe des arts du théâtre (cours de Ludmila Kassatkina et de Sergueï Kolossov) et est admise au théâtre d'art Maxime-Gorki. En 1988, elle fréquente le théâtre-studio d'Oleg Tabakov et à partir de 1991, elle étudie au théâtre d'art Anton-Tchekhov.
Son premier rôle au cinéma est en 1983 dans La Cage aux canaris de Pavel Tchoukhraï. Depuis, elle a joué dans plus de 95 rôles au cinéma. Elle reçoit en 2001 le prix Nika pour la meilleure actrice dans un second rôle dans La Suite mécanique de Dmitri Meskhiev ainsi que le prix du Meilleur rôle féminin au Festival du cinéma russe à Honfleur de 2007 pour son rôle dans le film L'Artiste (Артистка) de Stanislav Govoroukhine.
Elle est mariée de 1990 à 1997 à Mikhaïl Efremov. Elle a un fils en 2002, Ian, avec l'acteur Iaroslav Boïko et une fille en 2009, Anastasia, avec le directeur de la photographie Dmitri Mannanikov.

## Filmographie
- 1983 : La Cage aux canaris (Клетка для канареек, Kletka dla kanareek) de Pavel Tchoukhraï : Olesia
- 1988 : Moonzound (ru) (Моонзунд, Moonzund) d'Alexandre Mouratov (ru) : Irina Artenieva
- 1990 : Rez-de-chaussée (Первый этаж, Pervi etaj) d'Igor Minaiev : Nadia
- 1992 : Le Reflet dans le miroir (ru) (Отражение в зеркале, Otrajenie v zerkale) de Svetlana Proskourina : Anna
- 1996 : La Reine Margot (Королева Марго, Koroleva Margo) d'Alexandre Mouratov (ru) : Marguerite de France dite « la reine Margot »
- 2002 : La Suite mécanique (Механическая сюита, Mekhanicheskaïa suita) de Dmitri Meskhiev : Liouba
- 2005 : L'Été d'Isabelle (ru) (Сундук предков, Sunduk predkov) de Nurbek Egen (ru) : la pharmacienne
- 2007 : L'Ironie du sort. Suite (Ирония Судьбы. Продолжение, Ironia sudbi. Prodoljenie) de Timour Bekmambetov : Snégourotchka
- 2011 : Mère étrangère (Чужая мать, Chuzhaya mat) de Denis Rodimine
- 2021 : La Patte de lapin (Кроличья лапа, Krolichya lapa) de Nana Djordjadze
- 2013 : Piotr Lechtchenko (Пётр Лещенко. Всё, что было…) de Vladimir Kott : Maria Burenine